# Quercus chartacea
Quercus chartacea är en bokväxtart som beskrevs av William Trelease. Quercus chartacea ingår i släktet ekar, och familjen bokväxter. Inga underarter finns listade.